# Kwon Min-ah
Kwon Min-ah (hangul: 권민아; hanja: 權珉娥; rr: Gwon Min-a; MR: Kwŏn Mina; nascida em 21 de setembro de 1993). mais conhecida apenas como Min-ah (hangul: 민아) é uma cantora e atriz sul-coreana. Ela é popularmente conhecida por ter sido integrante do grupo feminino AOA. Mina atuou em diversos dramas de televisão, incluindo Modern Farmer (2014) e All About My Mom (2015).

## Biografia
Mina nasceu em 21 de setembro de 1993 em Busan, Coreia do Sul.  Ela foi matriculada na escola de dança em uma idade ainda jovem, e realizava performance nas ruas de Gumi. Ela e seus dois irmãos foram criados por sua mãe depois que seus pais se divorciaram quando ela ainda estava na escola primária. Sua mãe recorreu a trabalho em salões de beleza, então Mina decidiu se tornar um ídolo para ajudar na situação financeira de sua mãe.

## Carreira

### AOA
Mina foi formalmente apresentada como integrante oficial do AOA no dia 16 de julho de 2012. Sua estreia oficial com o grupo ocorreu em 30 de julho no programa musical M! Countdown, onde elas apresentaram o single Elvis. Em 2013, Mina se tornou integrante da primeira unidade oficial do AOA, chamado AOA Black.
Mina deixou o AOA em 2019, após a conclusão do seu contrato com a FNC entertainment, A empresa disse em um comunicado que Mina seguirá os seus sonhos por outros caminhos. Cerca de um ano e dois meses mais tarde, Mina revelou o que a motivou a sair do AOA foi porque Jimin, líder do AOA, praticou bullying com ela durante 10 anos. Por conta da polêmica, Jimin deixou o AOA e a indústria do Entretenimento.

### Trabalhos individuais
Em 2013, Mina estreou oficialmente como atriz no drama da KBS2, Adolescence Medleya, onde ela interpretou a personagem Yoon Jin-yeong. Em fevereiro de 2014, Mina interpretou a versão mais nova da personagem Chae Hye-won, no drama da KBS, Wonderful Days. O primeiro papel principal de Mina ocorreu em dezembro de 2014, no drama Modern Farmer, exibido pela SBS.
Em 26 de fevereiro de 2015, Mina apareceu no videoclipe para Bad, lançado pelo solista masculino Shade. Em maio, Mina estreou como MC no programa de variedades Gourmet Road. Em agosto, Mina foi nomeada co-MC do programa Weekly Idol, com N do VIXX e Hayoung do Apink. Em 9 de setembro, ela apareceu com o ator Nam Joo-hyuk no videoclipe para Chocolate, lançado pelo cantor Kangnam. Em 5 de dezembro, Mina entrou para o elenco do drama All About My Mom, exibido pela emissora KBS.
Em março de 2016, Mina estrelou o web-drama de seis episódios, Click Your Heart, que foi produzida por sua gravadora FNC Entertainment, onde ela interpretou uma aluna do ensino médio alegre e desajeitada de 18 anos forma amizades facilmente. Em 2017, Mina apareceu no rameke do filme de terror lançado em 1987, Woman's Wail, e no drama Hospital Ship como uma enfermeira. Em 1 de novembro, Mina lançou um livro intitulado Stars Don't Lose Their Way, Even at Night.
Em 2019 Minah estreou o Web-drama Sino de vento.

## Filmografia

### Filmes
| Ano  | Título       | Papel | Notas          |
| ---- | ------------ | ----- | -------------- |
| 2017 | Woman's Wail |       | Papel de apoio |

### Dramas de televisão
| Ano  | Título                            | Papel          | Emissora                  | Notas             |
| ---- | --------------------------------- | -------------- | ------------------------- | ----------------- |
| 2013 | Adolescence Medley                | Yoon Jin-yeong | KBS2                      | Papel de apoio    |
| 2014 | Wonderful Days                    | Cha Hye-won    | KBS2                      | Papel de apoio    |
| 2014 | Flower Grandpa Investigation Unit | Han Seul-hee   | tvN                       | Aparição especial |
| 2014 | Modern Farmer                     | Lee Soo-yeon   | SBS                       | Papel de apoio    |
| 2015 | All About My Mom                  | Go Aeng-doo    | KBS2                      | Papel de apoio    |
| 2016 | Click Your Heart                  | Mina           | MBC Every 1 Naver TV Cast | Papel principal   |
| 2017 | Hospital Ship                     | Yoo Ah-rim     | MBC                       | Papel de apoio    |

### Reality show
| Ano  | Título             | Papel     | Emissora | Notas  |
| ---- | ------------------ | --------- | -------- | ------ |
| 2013 | Cheongdam-dong 111 | Ela mesma | tvN      | [ 19 ] |

### Programas de variedades
| Ano  | Título          | Papel     | Emissora    | Notaa                |
| ---- | --------------- | --------- | ----------- | -------------------- |
| 2014 | Weekly Idol     | Covidada  | MBC Every 1 | Episódios154 com AOA |
| 2015 | Gourmet Road    | MC        | Y-Star      |                      |
| 2015 | Hello Counselor | Convidada | KBS         | com Choa             |
| 2015 | Weekly Idol     | co-MC     | MBC Every 1 | com N and Hayoung    |
| 2016 | Weekly Idol     | Convidada | MBC Every 1 | Episódio 251 com AOA |
| 2017 | Knowing Bros    | Convidada | JTBC        | Episódio 57 com AOA  |